# Maleramadine
Die Maleramadine (Emblema pictum), auch Gemalte Amadine oder Gemalter Astrild genannt, ist eine Vogelart aus der Familie der Prachtfinken (Estrildidae). Sie gehört zur Fauna Australiens und kommt dort im nördlichen und zentralen Australien vor. Sie führt wie alle Vögel Zentralaustraliens ein ausgesprochen nomadisches Leben und wandert in Dürrejahren große Strecken.
Die Maleramadine ist die einzige rezente Vertreterin der Gattung der Prachtastrilde (Emblema). Es werden keine Unterarten unterschieden.

## Beschreibung
Maleramadinen erreichen eine Körperlänge von 10 bis 10,5 Zentimetern. Die Körperunterseite ist schwarz-weiß gesprenkelt, die Oberseite ist olivbraun bis olivgrün. Der spitze Schnabel ist oben schwarz und unten rot. Männchen haben eine rote Gesichtsmaske und weisen auch rote Federn an der Körperunterseite auf. Weibchen ähneln den Männchen, haben aber deutlich weniger Rot im Gefieder.
Jungvögel ähneln den Männchen, sind aber insgesamt matter gefärbt und ihnen fehlt noch das Rot an Kopf und Brust. Ihre Tropfenflecken auf der Körperunterseite sind noch schmutzig weißlich. Während der Oberschnabel oben bereits schwarz ist, ist der Unterschnabel zunächst grau und die Schnabelwurzel weißlich.

## Verbreitungsgebiet und Lebensweise
Das Verbreitungsgebiet der Maleramadine ist der Westen und das Innere Australiens. Ihr Verbreitungsschwerpunkt ist die Region der Hamersley Range und der Ophthalmia Range. Der Lebensraum der Gemalten Amadine gehört zu den trockensten Gebieten des australischen Kontinents. Sie ist hier eng an die Wasserstellen gebunden, die sich überwiegend am Fuß von steilen Felswänden finden. Sie kommt entsprechend in Regionen vor, die sich durch Hügel- und Felsenketten auszeichnen. Durch die Einrichtung künstlicher Wasserstellen wie Viehtränken und Brunnen hat sie ihren Lebensraum teilweise ausdehnen können. Sie ist deswegen häufig in der Nähe von Farmen zu finden und ist mehrfach in Alice Springs gesichtet worden. Sie ist ein reiner Bodenbewohner, ist aber anders als die Wachtelastrilde nicht in der Lage, auf dem Boden zu laufen, sondern bewegt sich am Boden ausschließlich hüpfend fort. Der Flug ist kräftig und ausdauernd. Außerhalb der Brutzeit lebt sie in Gruppen mit bis zu 30 Individuen.
Die Nahrung besteht überwiegend aus den Samen verschiedener Spinifex-Gräser. Während der Brutzeit frisst sie auch Insekten.
Die Maleramadine hat keine festen Brutzeiten, sondern brütet immer dann, wenn aufgrund von Regenfällen die erforderlichen halbreifen Sämereien zur Verfügung stehen. Gemalte Amadinen sind Freibrüter. Das Nistmaterial besteht aus Zweigen, Kokosfasern, Gras, Pflanzenwolle, Federn und Rinde. Das Nest wird in Spinifexbüschen errichtet und befindet sich selten höher als fünfzig Zentimeter über dem Boden. Das Gelege hat normalerweise zwischen drei und fünf Eier. Die Brutdauer beträgt 16 bis 18 Tage. Beide Elternvögel brüten. Die Brutablösung zwischen den beiden Elternvögeln verläuft indirekt: Der ablösende Partner ruft, worauf der brütende Elternvogel das Nest verlässt. Die Jungvögel werden bis etwa zum 10. Lebenstag gehudert. Sind sie einmal ausgeflogen, kehren sie nicht mehr in das Nest zurück.

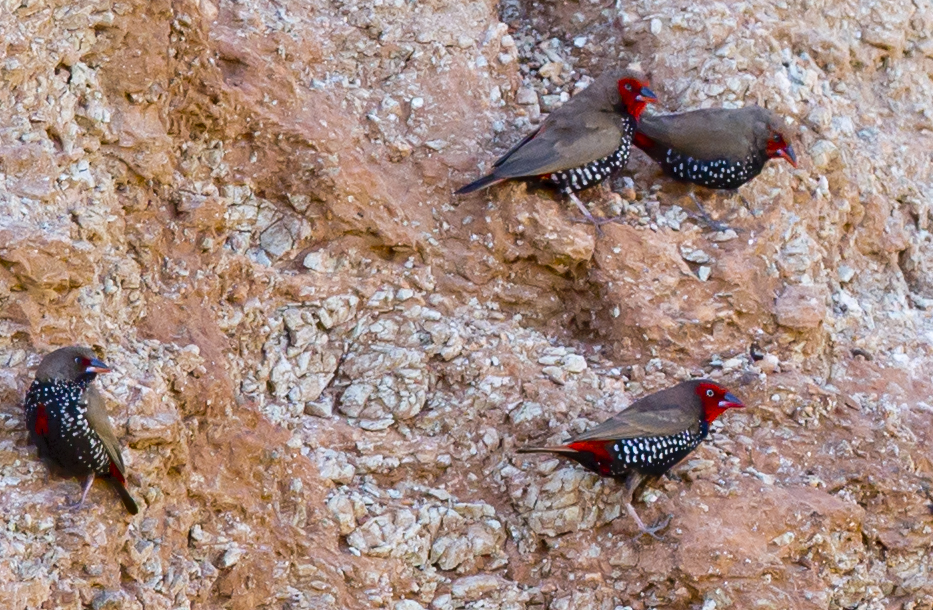
Gemalte Amadinen, Karratha, Pilbara, Westaustralien

## Haltung
Die Maleramadine wurde erstmals 1869 in England eingeführt und 1877 durch die Tierhändlerin Christiane Hagenbeck auch nach Deutschland importiert. Über Jahrzehnte blieb der Vogel selten und nach der australischen Ausfuhrsperre im Jahre 1960 fehlte in Europa eine hinreichend junge Population von Maleramadinen, um eine nachhaltige Zucht aufzubauen. Importvögel kamen aus Japan, wo der Vogel gezüchtet wurde. Mittlerweile werden Gemalte Amadinen in Europa verhältnismäßig regelmäßig gezüchtet. In Deutschland wurden in den Jahren 1995, 1997 und 1998 jeweils 336, 190 beziehungsweise 403 Jungvögel dieser Art nachgezogen.
Die gemalte Amadine kann sowohl in einem geräumigen Käfig wie in Volieren gehalten und auch gezüchtet werden. An das Futter stellt sie keine großen Ansprüche. Es genügt ein kleinkörniges Prachtfinkenfutter, Eifutter und rote Kolbenhirse. Für die Zucht ist die rote Kolbenhirse besonders wichtig. Es werden zwischen 3 und 5 Eier circa 15 Tage bebrütet. Nach dem Schlupf werden die Jungvögel noch 3 Wochen von den Altvögeln gefüttert.

## Belege

### Einzelbelege
1. ↑   Nicolai et al., S. 43
2. ↑   Nicolai et al., S. 45
3. ↑   Nicolai et al., S. 46
4. ↑   Nicolai et al., S. 47